# Samantha Macuga
Samantha „Sam“ Macuga (* 17. Februar 2001 in Kalifornien) ist eine US-amerikanische Skispringerin.

## Werdegang
Macuga stammt aus Kalifornien. Als sie sieben Jahre alt war, zog die Familie nach Park City. Macuga hat drei Geschwister, die ebenfalls Wintersport betreiben unter anderem die Skirennläuferin Lauren. Im Jahr 2018 schloss sie die Park City Winter Sports School ab und ging danach auf das Dartmouth College.
Im September 2016 nahm Macuga in Hinterzarten erstmals am FIS Cup teil, drei Monate später gab sie ihr Debüt im Continental Cup. Im Jahr 2017 ging sie zum ersten von vier Malen bei der Junioren-WM an den Start.
Auf ihrer Heimschanze in Park City gelang Macuga am 12. März 2022 als Neunte die erste Top-Ten-Platzierung im Continental-Cup. Seit Januar 2023 startet sie im Weltcup und seit dem darauf folgenden August auch im Grand Prix. Außerdem gehörte Macuga zum US-Aufgebot für die WM 2023.